# Jeffrey Archer
Jeffrey Archer (15. dubna 1940 Londýn) je britský politik Konzervativní strany, multimilionář, prozaik a dramatik, nobilitovaný baron z Westonu-super-Mare. V literatuře se Archer proslavil špionážními romány.

## Život a dílo
Narodil se v Londýně, odkud se rodina odstěhovala do pobřežního města Weston-super-Mare v Somersetu, kde strávil většinu mládí. V roce 1951 získal stipendium na Wellington School v Somersetu. V té době jeho matka Lola psala články do místních novin a časopisů.
V roce 1963 Archer nastoupil jako diplomant na katedru dalšího vzdělávání Oxfordské univerzity a stal se členem Brasenose College. Pro přijetí do kursu zfalšoval doklady o svém univerzitním studiu v USA a o akademické kvalifikaci; uvedl americkou školu, která byla ve skutečnosti jen klubem kulturistiky, a byl přijat. Roční diplomový kurz Archer studoval celkem tři roky. Byl úspěšný v atletice, stal se prezidentem Oxford University Athletic Club.
Archer vstoupil do politiky roku 1967 jako člen velké rady města Londýna. V letech 1985-1986 byl poslancem Konzervativní strany a stal se jejím místopředsedou. Musel odstoupit po skandálech svého vztahu s prostitutkou, publikovaných v deníku Daily Star. V roce 1987 vyhrál soudní řízení pro urážku na cti s Daily Star a dostal půl milionu liber jako odškodné za narušení soukromí.
V roce 1992 jej královna Alžběta II. jmenovala členem Sněmovny lordů. V roce 1999 byl usvědčen, že v roce 1987 během procesu lhal, když požádal jednoho ze svých přátel, aby mu vymyslel alibi. Následně byl odsouzen k trestu odnětí svobody na dva roky ve vězení (2001–2003), což ukončilo jeho politickou kariéru. Tak získal čas na literární tvorbu.
Po roce 1990 se jeho knihy začaly překládat do češtiny a v současné době čítají přes dvě desítky titulů.

## Český rozhlas
- 2023 Ani o dolar víc, ani o dolar míň. Překlad: Pavel Medek, režie: Vít Vencl